# Picot sultà de Mindanao
El picot sultà de Mindanao (Chrysocolaptes lucidus)
és un ocell de la família dels pícids (Picidae) que habita boscos, selva, manglars i terres de conreu de les terres baixes i muntanyes de les Filipines meridionals i centrals.